# Gabriel Retes
Pour les articles homonymes, voir Retes.
Gabriel Retes (né le 25 mars 1947 à Mexico et mort le 20 avril 2020) est un acteur, réalisateur, scénariste et producteur mexicain pour le cinéma.

## Biographie
Gabriel Retes Balzaretti est le fils du cinéaste Ignacio Retes et de l'actrice Lucila Balzaretti. Il a débuté sur les planches du théâtre classique à l'âge de 12 ans. Au début des années 1970, il se crée une filmographie impressionnante de courts métrages au format Super 8.
Le long métrage Chin Chin el Teporocho (1976), adapté du roman d'Armando Ramírez, est une représentation sombre et caustique d'une classe moyenne mexicaine en perdition. L'action se déroule en partie dans le quartier violent Tepito de Mexico. Son second long, Nuevro Mundo (1978), est censuré à cause de la controverse autour du sujet : la divinité de Notre-Dame de Guadalupe. Par la thématique de ses films, Retes est rapidement considéré comme un réalisateur conscient des réalités politiques de son pays. 
Dans le film à succès El Bulto, de 1991, il apparaît à l'écran auprès de son fils Juan Claudio, de sa fille Gabriela, de sa mère, et de son épouse Lourdes Elizarraras. De façon générale, Ignacio Retes apparaît lui aussi souvent aux côtés de son fils dans les films de celui-ci, qu'il coscénarise parfois. 
Gabriel Retes Balzaretti a été marié à Tina Romero et Lourdes Elizarrarás.

## Filmographie
Comme réalisateur
- 1969 : Sur (*)
- 1971 : El paletero (*)
- 1972 : Fragmentos (*)
- 1972 : El asunto (*)
- 1973 : Tribulaciones en el seno de una familia burguesa (*)
- 1973 : Los años duros (*)
- 1974 : Los bandidos (*)
- 1976 : Chin chin el Teporocho
- 1977 : Flores de papel
- 1978 : Nuevo Mundo
- 1979 : Bandera rota
- 1984 : Los náufragos del Liguria
- 1984 : Mujeres salvajes
- 1986 : Los piratas
- 1989 : La ciudad al desnudo
- 1989 : El nacimiento de un guerrillero
- 1992 : El Bulto
- 1995 : Bienvenido-Welcome
- 1999 : Un dulce olor a muerte
- 2003 : La Mudanza (**)
- 2003 : Despedida de amor
- 2004 : @Festivbercine.ron (**)
- 2006 : Bienvenido/Welcome 2 (**)

(*) : court-métrage, (**) : coréalisé par Lourdes Elizarrarás.
Comme acteur
- 1968 : Ardiendo en el sueño de Paco Ignacio Taibo II
- 1969 : El hijo pródigo de Servando González
- 1970 : Cristo 70 d'Alejandro Galindo
- 1971 : Juegos de alcoba de Raúl de Anda
- 1971 : Ya somos hombres de Gilberto Gazcón
- 1971 : Siete muertes para el texano de René Cardona
- 1971 : El cielo y tu de Gilberto Gazcón
- 1971 : Los marcados d'Alberto Mariscal
- 1972 : Fin de fiesta de Mauricio Walerstein
- 1972 : Triangulo d'Alejandro Galindo
- 1972 : Los cacos de José Estrada
- 1973 : Lux aexterna de José Agustín
- 1973 : Los cachorros de Jorge Fons
- 1974 : Cinco mil dolares de recompensa de Jorge Fons
- 1974 : El encuentro de un hombre solo de Sergio Olhovich
- 1975 : Presagio  de Luis Alcoriza
- 1975 : La bestia acorralada d'Alberto Mariscal
- 1975 : Las fuerzas vivas de Luis Alcoriza
- 1976 : Lo mejor de Teresa d'Alberto Bojórquez
- 1976 : Actas de Marusia de Miguel Littín
- 1977 : La mujer perfecta de Juan Manuel Torres
- 1977 : Flores de papel de lui-même
- 1978 :  Vive le Président ou Le Recours de la méthode (El recurso del método) de Miguel Littín
- 1979 : Bandera rota de lui-même
- 1980 : A paso de cojo de Luis Alcoriza
- 1981 : El infierno de todos tan temido de Sergio Olhovich
- 1983 : Las apariencias engañan de Jaime Humberto Hermosillo
- 1991 : Futuro sangriento de Daniel Dominguez
- 1992 : El Bulto de lui-même
- 1995 : Bienvenido-Welcome de lui-même
- 1998 : Bajo California: El límite del tiempo de Carlos Bolado
- 1998 : Amaneció de golpe de Carlos Azpúrua
- 1999 : L'Année de la comète de José Buil et Marisa Sistach
- 1999 : Un dulce olor a muerte de lui-même
- 2001 : Piedras verdes d'Ángel Flores Torres
- 2003 : Despedida de amor de lui-même
- 2004 : @Festivbercine.ron de lui-même et Lourdes Elizarrarás
- 2004 : Caribe d'Esteban Ramírez
- 2006 : Bienvenido/Welcome 2 de lui-même et Lourdes Elizarrarás

Comme scénariste
Gabriel Retes est uniquement scénariste pour certains de ses propres films :
- 1979 : Bandera rota
- 1986 : Los piratas
- 1989 : La ciudad al desnudo
- 1992 : El Bulto
- 1995 : Bienvenido-Welcome
- 2003 : La Mudanza
- 2003 : Despedida de amor
- 2004 : @Festivbercine.ron
- 2006 : Bienvenido/Welcome 2

Comme producteur
- 1971 : El paletero de lui-même
- 1986 : La Révolte des pendus (La rebelión de los colgados) de Juan Luis Buñuel
- 1989 : La ciudad al desnudo de lui-même
- 1992 : El Bulto de lui-même
- 1995 : Bienvenido-Welcome de lui-même
- 1996 : La nave de los sueños de Ciro Durán
- 2004 : @Festivbercine.ron de lui-même et Lourdes Elizarrarás
- 2004 : Caribe d'Esteban Ramírez
- 2005 : El reino de los cielos d'Alejandro Basile
- 2006 : Bienvenido/Welcome 2 de lui-même et Lourdes Elizarrarás